# Nos voisins Dhantsu
 (avril 2023).
Si vous disposez d'ouvrages ou d'articles de référence ou si vous connaissez des sites web de qualité traitant du thème abordé ici, merci de compléter l'article en donnant les références utiles à sa vérifiabilité et en les liant à la section « Notes et références ».
Nos voisins Dhantsu est un film documentaire-humoristique québécois réalisé par Alain Chicoine, sorti en 2007.
Le film met en vedette Réal Béland et Stéphane K. Lefebvre. Ceux-ci font un voyage au Japon et mettent en scène des situations cocasses, jouant, entre autres, sur les différences culturelles entre l'Orient et l'Occident.

## Distribution
- Réal Béland, lui-même
- Stéphane K. Lefebvre, lui-même
- Paul Arcand, lui-même
- Stéphane Gendron
- Pierre Lebeau, le narrateur
- Martin Levesque